# Ron Spanuth
Ron Spanuth (* 25. März 1980) ist ein ehemaliger deutscher Skilangläufer. Er wuchs im thüringischen Ruhla auf.

## Werdegang
Spanuth, der beim TSG Ruhla trainierte, begann in jungen Jahren mit dem Skispringen, gab dieses aber nach mehreren Sprüngen im Jugendalter wieder auf. Bei den Bundesskispielen 1993 in Lauscha startete er im Skilanglauf und wurde Dritter. Im folgenden Jahr gewann er in Reit im Winkl. Aufgrund dieses Erfolges wechselte Spanuth an das Sportgymnasium Oberhof.
Bei der Nordischen Junioren-Skiweltmeisterschaft 1997 im Canmore startete er erstmals international. Dabei erreichte er über 10 km im klassischen Stil den 10. Platz. Im darauffolgenden Jahr bei den Junioren-Weltmeisterschaften 1998 in Pontresina verpasste Spanuth als Vierter über 10 km im freien Stil nur knapp seine erste Medaille. Über 30 km im Klassischen Stil landete er auf Rang 15. Nach zwischenzeitlichen Starts im Alpencup, startete er auch 1999 wieder bei den Junioren-Weltmeisterschaften. Jedoch konnte er in den Einzelwettbewerben Saalfelden am Steinernen Meer an seine Leistungen aus dem Vorjahr nicht anknüpfen, wurde mit der deutschen Langlaufstaffel aber Weltmeister.
Am 27. Februar 1999 gab Spanuth sein Debüt im Skilanglauf-Continental-Cup. Überraschend landete er in Pokljuka auf Anhieb als Zweiter auf dem Podium. Zu Beginn der Saison 1999/2000 gelang ihm in Goms sein erster Sieg. Zwei Wochen später am 27. Dezember 1999 gab er in Engelberg sein Debüt im Skilanglauf-Weltcup. Jedoch konnte er weder dort, noch in Garmisch-Partenkirchen am Folgetag in die Weltspitze laufen.
Bei den Junioren-Weltmeisterschaften 2000 in Štrbské Pleso gewann er im Einzel über 10 km den Titel und damit Gold. Über 30 km im klassischen Stil wurde er Fünfter und mit der deutschen Staffel über 4 × 10 Kilometer Vierter. Im Februar 2000 in Ulrichen verpasste er als 33. nur knapp die Punkteränge.
Im Dezember 2000 gelang Spanuth im Continentalcup in Campra erneut ein Podestplatz. Nur wenig später im Januar 2001 verpasste er als Vierter in Soldier Hollow nur knapp sein erstes Weltcup-Podium. Zusammen mit Jens Filbrich, Andreas Schlütter und René Sommerfeldt konnte er wenig später bei den Nordischen Skiweltmeisterschaften 2001 in Lahti den dritten Platz in der Staffel. Dabei gelang dieser Medaillengewinn der Mannschaft nur durch die Disqualifikation der finnischen Mannschaft wegen Dopings. In den Einzeldisziplinen verpasste er einen Lauf in die Weltspitze. So wurde er in der 20-km-Verfolgung 25. bevor er im Einzel über 50 km Rang 18 erreichte.
Im März 2001 gewann er in Falun und Kuopio noch einmal Weltcup-Punkte und beendete die Saison auf dem 61. Platz der Gesamtwertung.
Im Alter von 22 Jahren trat er vom Leistungssport zurück, um mehr für die Familie da zu sein. Kurz zuvor hatte er im Türkei-Urlaub seine neue Partnerin aus Berlin kennengelernt.

## Erfolge

### Weltcup-Platzierungen
| Saison  | Platz | Punkte |
| ------- | ----- | ------ |
| 2000/01 | 61.   | 60     |